# Jacques Salomoni
Jacques Salomoni (en italien : Giacomo Salomoni), né en 1231 et mort à Forli le 31 mai 1314, est un prêtre de l'Église catholique et membre du l'ordre dominicain. Reconnu bienheureux par l'Église catholique, sa fête est le 31 mai comme inscrit au Martyrologe romain (le 30 mai pour les Dominicains).

## Biographie
Il est né dans une famille noble de Venise, les Salamon. Après la mort de son père Adam, sa mère Marchinina est devenue une moniale cistercienne, et il a été était élevé par sa grand-mère. À 17 ans, il rejoint l'Ordre dominicain. Lors de son noviciat, il eut comme professeur de théologie Niccolo Boccassini, futur pape Benoît XI. Vingt ans plus tard, il s'éloigna à Forlì pour y rester le restant de sa vie, soit 45 ans, en pratiquant une ascèse soutenue qui lui a procuré des états extatiques fréquents. Surnommé le "père des pauvres", il est aussi réputé pour avoir prononcé des prophéties.  
Jacques Salomoni a souffert d'un cancer, mais il a été guéri quelque temps avant sa mort en 1314. Il servait dans le chœur lorsqu'il a été victime d'une crise cardiaque soudaine le 31 mai et en est décédé. Ses reliques ont d'abord été conservées dans une urne à Forlì, puis en 1939 elles ont été translatées à Venise dans une chapelle de la basilique des Saints-Jean-et-Paul (également appelée San Zanipolo).
Une congrégation fut placée sous son patronage, fondée en 1662 dans le but de soutenir le mouvement de réforme de la vie dominicaine qui se développait en Italie à partir du Frioul ; elle a été supprimée en 1810. 

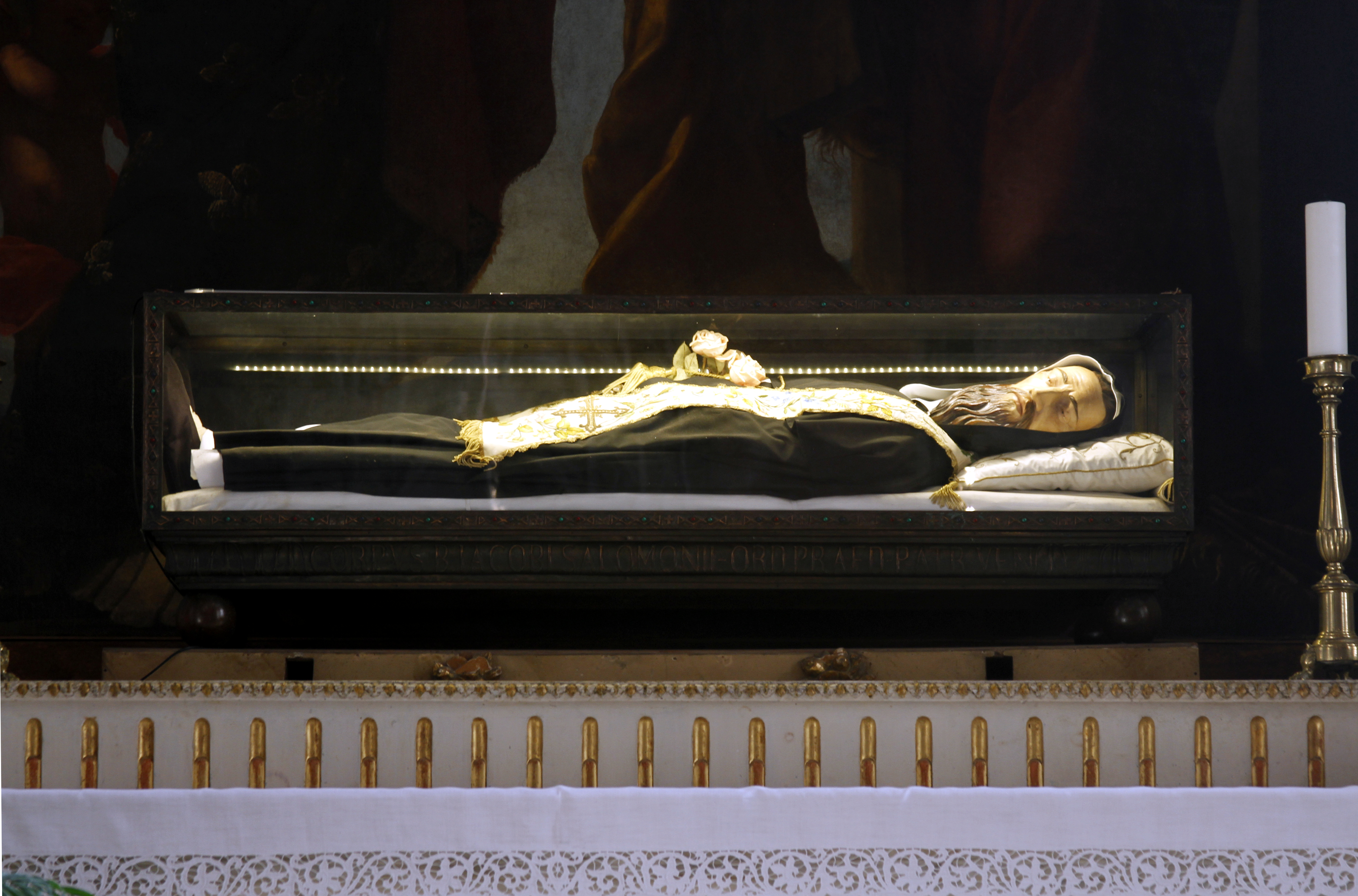
Tombe du Bx Jacques Salomoni à la basilique des Saints-Jean-et-Paul, Venise, Italie.